# Le Rhin

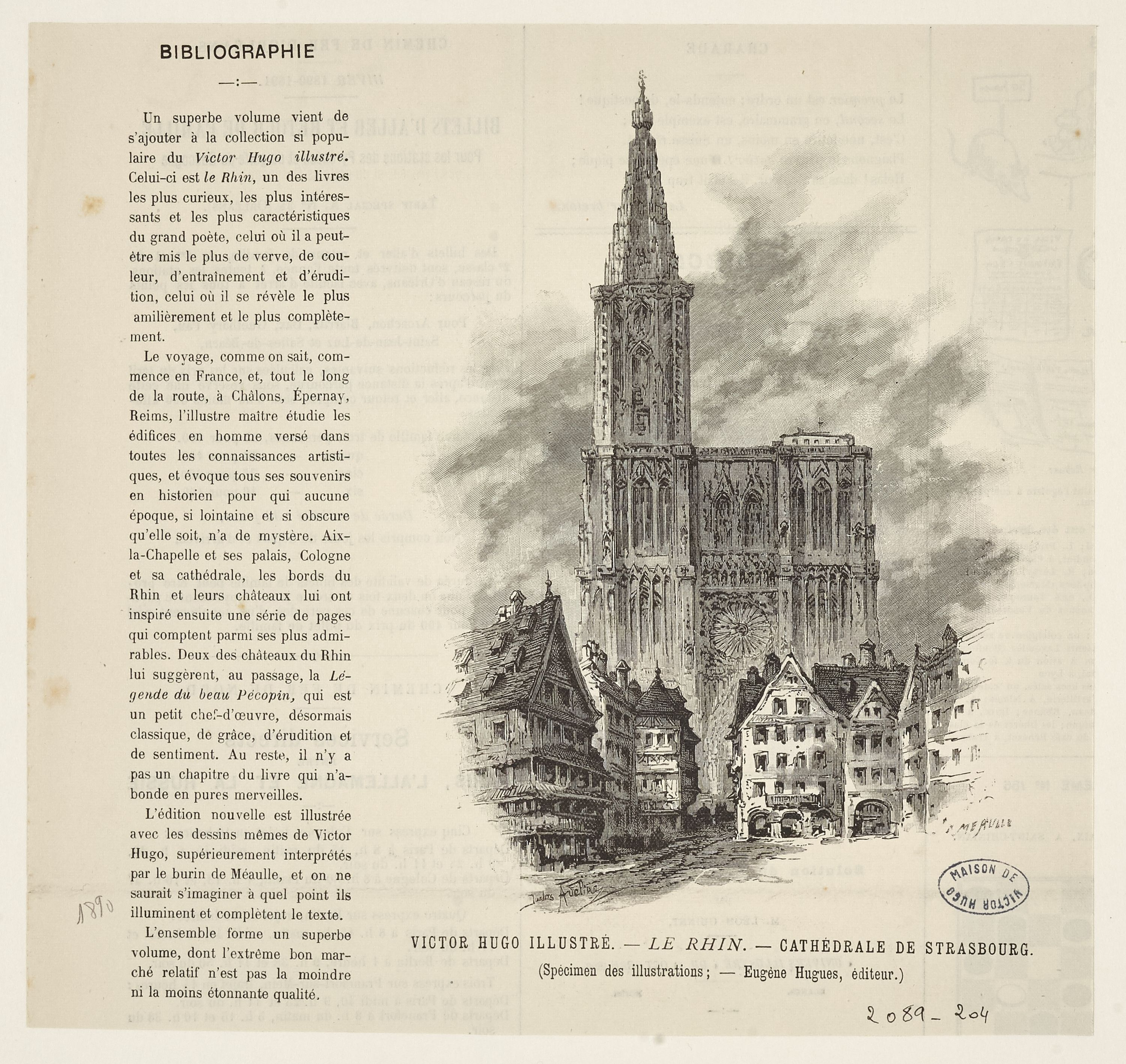
Illustration présente dans Le Rhin

Le Rhin est un recueil de lettres fictives écrites par Victor Hugo en 1842.

## Contenu
Nous pouvons y lire la légende de la cloche de Velmich, légende du brigand de Reichenberg, légende de l'évêque Hatto et de la Maüsethurm, de Bligger-le-Fléau au Schwalbennest, et la propre légende de Victor Hugo : Légende du beau Pécopin et de la belle Bauldour.

## Adaptations
En 1975 Louis Untermeyer a transformé ce titre dans une chanson qui s'appelait "Le rhin, la rue  - c'est rare, nour irons à la gare".